# Krążowniki lekkie typu De Zeven Provinciën
Krążowniki lekkie typu De Zeven Provinciën – typ dwóch holenderskich krążowników lekkich, służących w Królewskiej Holenderskiej Marynarce Wojennej w latach 1953–1973. Budowa okrętów, będących powiększoną wersją wcześniejszego typu De Ruyter rozpoczęła się w 1939 roku, lecz rok później została przerwana w wyniku niemieckiej inwazji na Holandię. Po II wojnie światowej prace nad krążownikami zostały wznowione, a jednostki ukończono w 1952 roku.
Obie jednostki pełniły funkcję okrętów flagowych grup zadaniowych holenderskiej marynarki wojennej w ramach działań NATO. W latach 1962–1964 jeden z okrętów – „De Zeven Provinciën” poddano przebudowie na krążownik przeciwlotniczy, która obejmowała m.in. instalację wyrzutni przeciwlotniczych pocisków rakietowych RIM-2 Terrier. W latach 1973–1976 okręty wycofano ze służby i sprzedano Marynarce Wojennej Peru. „Aguirre” (dawny „De Zeven Provinciën”) został zezłomowany w 1999 roku. 
Drugi okręt typu, „Almirante Grau” (dawny „De Ruyter”), który przeszedł gruntowną modernizację w latach 1985–1988, a następnie otrzymał nowy zestaw uzbrojenia (w tym rakietowego) w latach 90., pływał pod banderą peruwiańską do 26 września 2017 roku jako ostatni krążownik z uzbrojeniem artyleryjskim w czynnej służbie na świecie.

## Okręty
- „De Ruyter” (C801; do 1950 roku budowany jako „De Zeven Provinciën”; w 1973 roku sprzedany Peru jako „Almirante Grau”)[3]
- „De Zeven Provinciën” (C802; początek budowy jako „Kijkduin”, w trakcie budowy nazwa zmieniana na „Eendracht” (1940), „De Ruyter” (1945) i „De Zeven Provinciën” (1950); w 1976 roku sprzedany Peru jako „Aguirre”)[4]